# Grebănu, Buzău
Grebănu este satul de reședință al comunei cu același nume din județul Buzău, Muntenia, România.

## Personalități
- Verginia Șerbănescu (1946–2011), medic, senator;
- Pimen Zainea (1929–2020), arhiepiscop al Sucevei și Rădăuților